# 福清戰役
福清戰役，又稱為福清之戰，為1941年4月期間抗日戰爭福州戰役的一部份。

## 戰役背景
1941年4月19日，日軍攻佔連江、長樂與福清，福清為福州烏龍江以南重鎮，也是馬尾軍港的屏障，福廈公路北段的交通樞紐，戰略地位極為重要。
21日，日軍進一步攻佔福州，意圖控制閩江出海口，利用馬尾軍港作為台灣海峽中途站，日軍在福州附近要地派兵駐守，國軍為了不讓日軍以馬尾作為進犯中國的中途站，駐閩國軍準備伺機發動反攻。

## 戰役開打
23日，國軍發動反攻，國軍從梧州地區集結，沿福廈公路挺進，通過南山隘口，北上時在宏路遭到日軍強烈炮擊，造成國軍官兵多人傷亡，但國軍還是繼續向前進攻，導致日軍多個旅被擊潰。攻下宏路後，國軍進攻福清縣城，日軍兩翼遭到夾擊，日軍怕後路被切斷，向馬尾撤退，撤退時，日軍於陣地內施放毒氣，導致國軍多人中毒身亡。
26日，國軍順勢收復長樂。

## 戰後
這一戰，國軍成功守衛連江、長樂與福清，讓日軍無法用馬尾軍港作為台灣海峽中途站，也讓日軍無法控制閩江出海口。